# قصائد الواحدة ببنس
قصائد الواحدة ببنس (بالإنجليزية: Pomes Penyeach)‏ مجموعة شعرية من تأليف الكاتب الأيرلندي جيمس جويس. تتكوَّن المجموعة من ثلاثة عشر قصيدة، كتبها جويس خلال عشرين سنة بدءاً من عام 1904 إلى 1924، ونُشِرت للمرة الأولى في 7 يوليو من العام 1927. العنوان الأصلي بالإنجليزية "Pomes" هو تلاعب لفظي على "Poems" («قصائد» بالإنجليزية) و"Pommes" («تفاحة» بالفرنسية). في البداية أرسل جويس المجموعة إلى الشاعر الأمريكي عزرا باوند لينشرها، ولكنَّه رفض نشرها، ومع ذلك تابعها بحماس عقب صدورها. رغم أنَّ المجموعة صغيرة، تتضمَّن في مجموعها أقلَّ من 1000 كلمة، إلا أنَّ هذا العمل له مكانة مميَّزة بين بقيَّة أعمال جويس، واستُقبِلت المجموعة استقبالاً نقدياً وشعبياً جيداً، وعدد من قصائد المجموعة يتكرَّر اختيارها في المختارات الأدبية من أعمال جويس.